# Bashkia e Poliçanit
Bashkia e Poliçanit är en kommun i Albanien.   Den ligger i prefekturen Qarku i Beratit, i den centrala delen av landet, 80 kilometer söder om huvudstaden Tirana.
I omgivningarna runt Bashkia e Poliçanit växer i huvudsak blandskog.  Runt Bashkia e Poliçanit är det ganska glesbefolkat, med 27 invånare per kvadratkilometer.